# Vitalij Milonov
Vitalij Valentinovič Milonov (rusky:Виталий Валентинович Милонов, * 23. ledna 1974 Leningrad, Sovětský svaz) je ruský politik a poslanec Státní dumy za stranu Jednotné Rusko.

## Životopis
Po skončení studií na Severozápadní Akademii veřejné administrativy v Petrohradě, obor místní samospráva, v r. 2006 začal dálkově studovat na Pravoslavné univerzitě Sv. Tichona v Moskvě.
Svojí politickou kariéru začal v r. 1991, kdy vstoupil do Svobodné demokratické strany Ruska. V letech 1994-1995 vykonával funkci asistenta Vitalije Viktoroviče Savického, předsedy Křesťanskodemokratické unie Ruska fungující v 90. letech. Během této doby byl Milonov také předsedou "Mladých křesťanských demokratů", mládežnického křídla Křesťanskodemokratické unie. Později se spřátelil s političkou Galinou Starovojtovovou, která podporovala jeho politické aktivity. Po její vraždě z politické scény odešel. Vrátil se až v r. 2004, kdy zahájil politickou kariéru na obecní úrovni jako člen rady za komunitu "Dachnoe" a v r. 2005 jako předseda městské administrativy "Krasenkaya rechka". V r. 2007 byl úspěšně zvolen do zastupitelstva Sankt Petersburgu, kde zaujal pozici předsedy Komise pro rozvoj vlády, místní samosprávy a teritoriálního managementu. V r. 2009 se stal předsedou Komise pro legislativu. V r. 2011 byl zvolen znovu. Během svého působení přijímal Milonov vyhlášky kriminalizující homosexuální propagandu mezi dětmi a mládeží. Ve volbách r. 2016 byl zvolen poslancem Státní dumy za Jednotné Rusko.
Je ženatý a má dvě děti. V r. 1991 vstoupil do Baptistické církve. Od r. 1998 konvertoval k Ruské pravoslavné církvi.

## Kontroverze

### Homosexualita
V r. 2013 sdělil Milonov, že se gay sportovci mohou stát během Zimních olympijských her subjektem trestního stíhání, pokud budou šířit informace o homosexualitě mezi mládeží. Pokud zákon projde federální legislativou a bude podepsán prezidentem, pak vláda nemá žádné právo jej rušit. Není k tomu zplnomocněna," uvedl Milonov. Milonov se taktéž zúčastnil protestů proti LGBT filmovému festivalu v listopadu 2013 Side by Side.
30. října 2014 se Milonov vyjádřil ke coming outu generálního ředitele Apple Tima Cooka na webových stránkách FlashNord takto: "Jaký bude mít přínos pro nás? Ebolu, AIDS, kapavku? Ti všichni mají zhoubný vliv na všechno!"
Milonov poskytnul rozhovor pro dokumentární film 2014 Campaign of Hate: Russia and Gay Propaganda.

### Antisemitismus
19. března 2014 měl údajně Milonov během zasedání zastupitelstva Petrohradu pronést antisemitský projev. Podle webových stránek svodka.net řekl Milonov následující: „Neoddělitelnou součástí 2000leté židovské tradice je hanobení svatých počínaje ukřižováním Spasitele a konče obviněním Svatého Jana Kronštadtského z antisemitismu.“ Proslýchá se, že Svatý Jan Kronštatský měl být náboženský vůdce a podporovatel Černosotněnců. Milonov tato tvrzení odmítá se slovy, že jsou založená na lžích a moderních neoliberálních povídkách, jejichž zdrojem je satanismus.

### Jiné kontroverze
V r. 2015 navrhl Milonov Ministerstvu vnitra přijmout zákon o povinném řidičském oprávnění pro cyklisty kvůli jejich nevhodnému chování v silničním provozu.
15. června 2016 poslal Milonov oficiální správu ruskému premiérovi Dmitriji Medvěděvovi, aby se ve všech ruských médiích a mapách přestalo používat slovo Istanbul a nahradilo Konstantinopolí.

## Osobní život
Milonov byl ženatý s Evou Liburkinou v letech 2008-2011, ale nyní je rozvedený. Oba vychovali tři děti - dceru Marfu, syna Nikolaje a nevlastního syna. Milonov je také známý jako hluboce věřící křesťan. Jednou se demonstrativně oblékl do trika se sloganem "Pravoslaví nebo smrt!".
Milonov je také znám svojí zálibou ve stolních hrách. Pravidelně hraje počítačovou hru Hearthstone: Heroes of Warcraft od Blizzard Entertainment.